# Piet Raijmakers
Petrus Josephus Raijmakers, detto Piet (29 settembre 1956), è un cavaliere olandese.

## Palmarès
- Giochi olimpici

Barcellona 1992: oro nel salto ostacoli a squadre e argento nel salto ostacoli individuale.
- Campionati europei di salto ostacoli

La Baule 1991: oro nel salto a squadre.